# Lévomépromazine
La lévomépromazine est un médicament antipsychotique de première génération ayant des propriétés antipsychotiques et sédatives particulièrement puissantes, ainsi qu'un effet analgésique, mis au point dans les années 1950 testé comme antidépresseur, contre la démence grave (dans les années 1950) ou encore en anesthésiologie ou encore à faible dose contre les nausées et vomissements, mais principalement utilisé comme antipsychotique.

## Classe chimique
Il s'agit d'un dérivé de la phénotiazine, comme d'autres molécules proches, par exemple la cyamémazine (voir phénotiazines).
La lévomépromazine fait partie de la première génération de neuroleptiques.

## Indications
- agitations psychotiques,
- agressivités psychotiques,
- épisodes dépressifs majeurs,
- états psychotiques,
- troubles sévères du comportement chez l’enfant avec agitation et agressivité[11].

La lévomépromazine peut-être utile sur la composante anxieuse de la dépression dès lors que les anxiolytiques et autres antidépresseurs ont échoué.
La posologie efficace minimale possible sera recherchée. Son absence d'accoutumance en fait un bon candidat pour les personnes possédant une tolérance élevée aux benzodiazépines.
Prise au coucher, elle permet aussi un effet sédatif puissant et peut être une alternative aux molécules addictogènes.

## Mécanisme d'action
Bien que le mécanisme d'action exact de la lévomépromazine ne soit pas entièrement connu, cet agent semble agir comme un antagoniste de divers récepteurs du système nerveux central (SNC), y compris les récepteurs adrénergiques, dopaminergiques, histaminergiques, cholinergique et sérotoninergiques (5-hydroxytryptamine ; récepteurs 5-HT).

## Contre-indications
Ce médicament ne doit pas être utilisé dans les cas suivants :
- risque de glaucome à angle fermé,
- risque de blocage des urines (adénome de la prostate),
- antécédent d'agranulocytose,
- en association avec les médicaments dopaminergiques ou avec le sultopride,
- intolérance au gluten (pour les comprimés de 25 mg et 100 mg),
- allergie aux sulfites (pour la forme injectable)[13].

## Interactions
Ce médicament ne doit pas être associé :
- aux médicaments dopaminergiques (risque d'annulation de leurs effets); cette association peut néanmoins être nécessaire chez certains patients atteints de la Maladie de Parkinson ;
- au sultopride (uniquement disponible à l'hôpital) : risque de troubles du rythme cardiaque graves.

Il peut interagir avec les médicaments susceptibles de provoquer des torsades de pointes et avec les médicaments contenant de la lévodopa.
Informez par ailleurs votre médecin si vous prenez un anticholinestérasique, un digitalique, un antihypertenseur, un bêtabloquant, un médicament atropinique, un sédatif ou certains pansements gastriques.

## Lévomépromazine et Tourette
Un article scientifique médical publié en 2000 cite le cas d'un enfant atteint du syndrome de La Tourette spectaculairement amélioré par la lévomépromazine après l'échec d'un traitement au phénobarbital et de cures thérapeutiques classiques.

## Spécialités

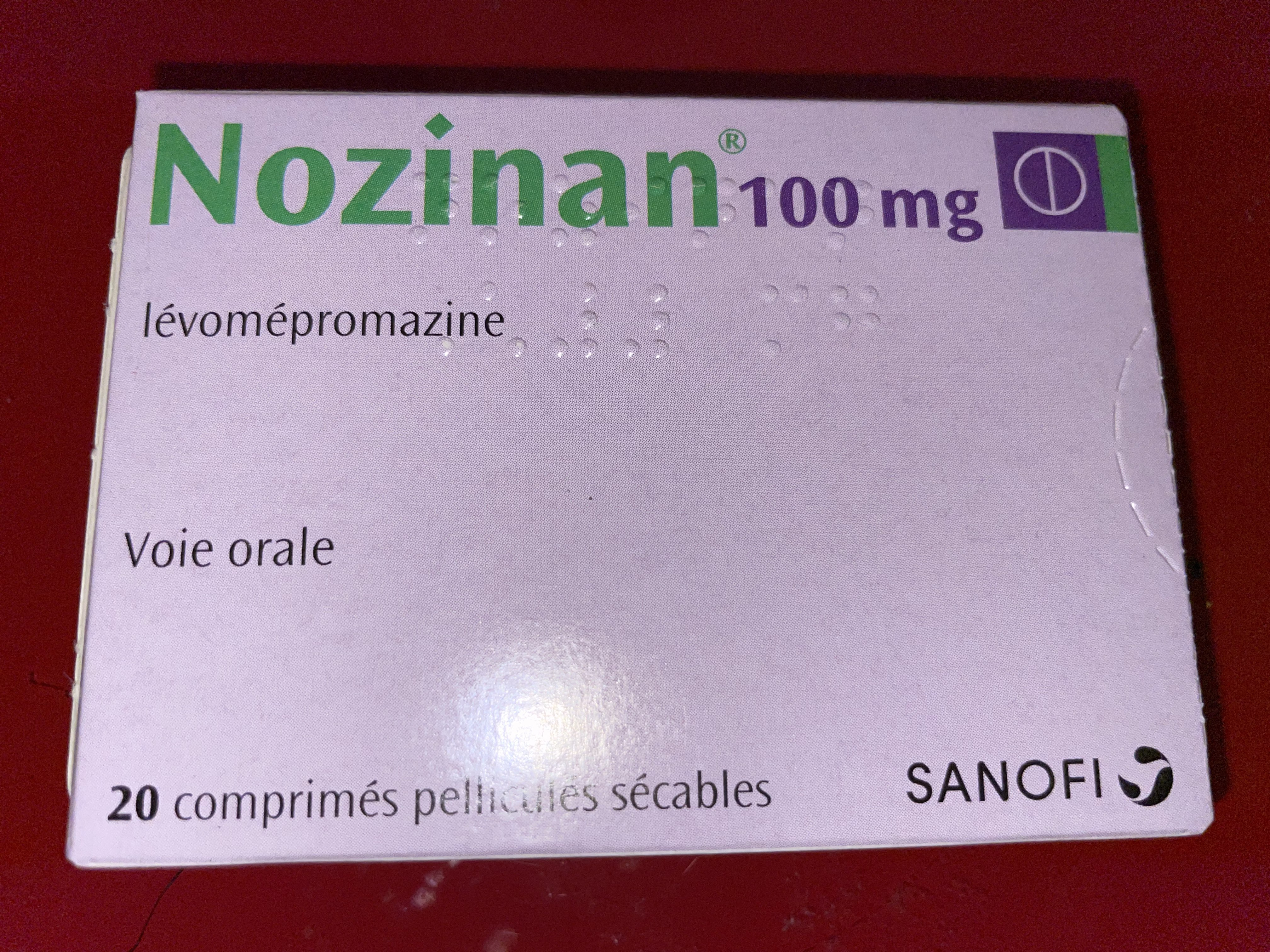
Boîte de Nozinan 100 mg en France

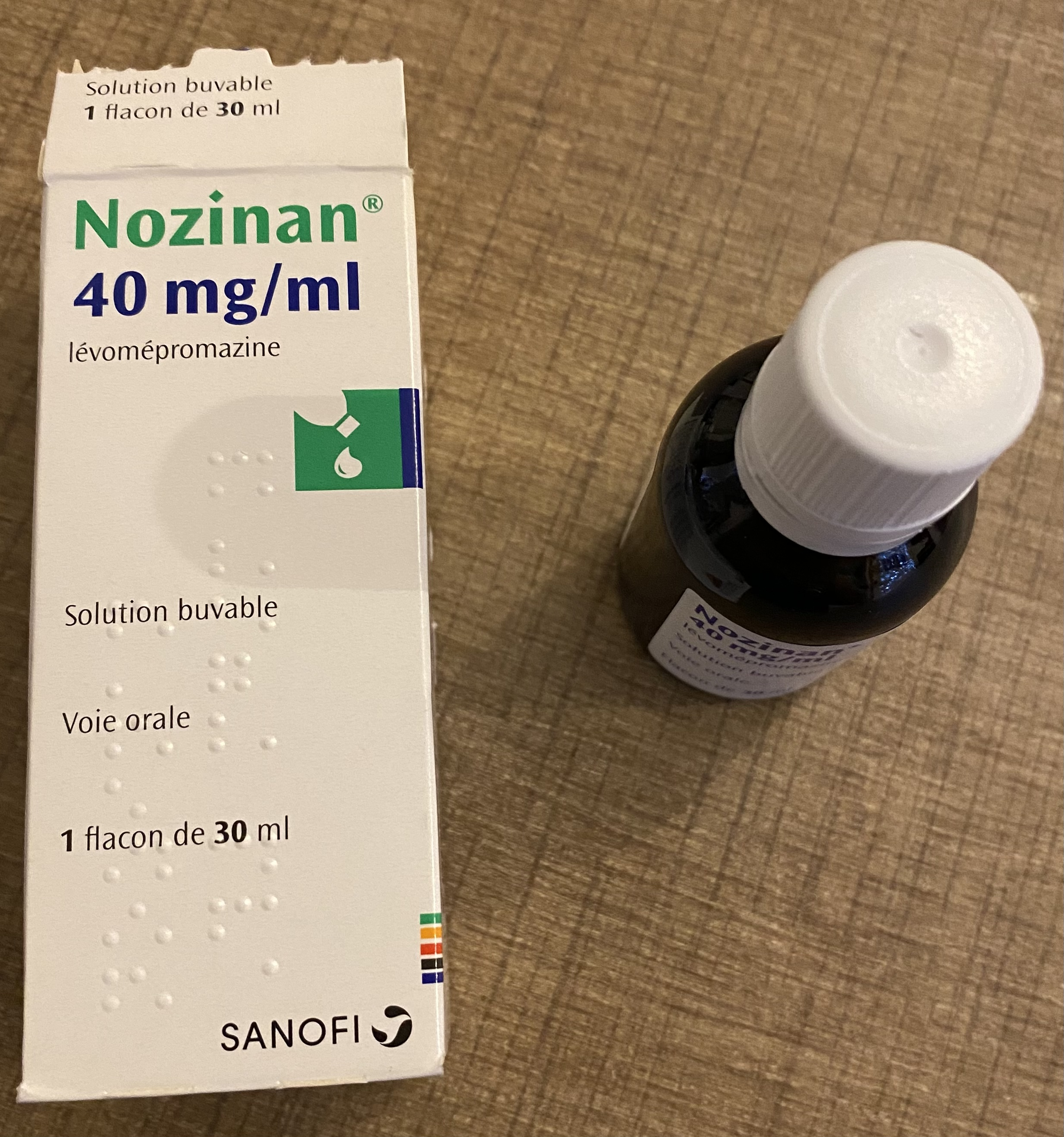
Emballage et flacon de Nozinan solution buvable 40 mg/ml - volume de 30ml en France.

La lévomépromazine est commercialisée en France depuis 1957 sous le nom de Nozinan avec plusieurs formes :
- en comprimés de 25 mg,
- en comprimés de 100 mg,
- en solution buvable 40 mg/ml,
- en solution injectable intra-musculaire 25 mg/ml.

Ce médicament est aussi commercialisé à l'étranger sous les noms Nozinan, Levoprome, Detenler, Hirnamin, Levotomin et Neurocil.

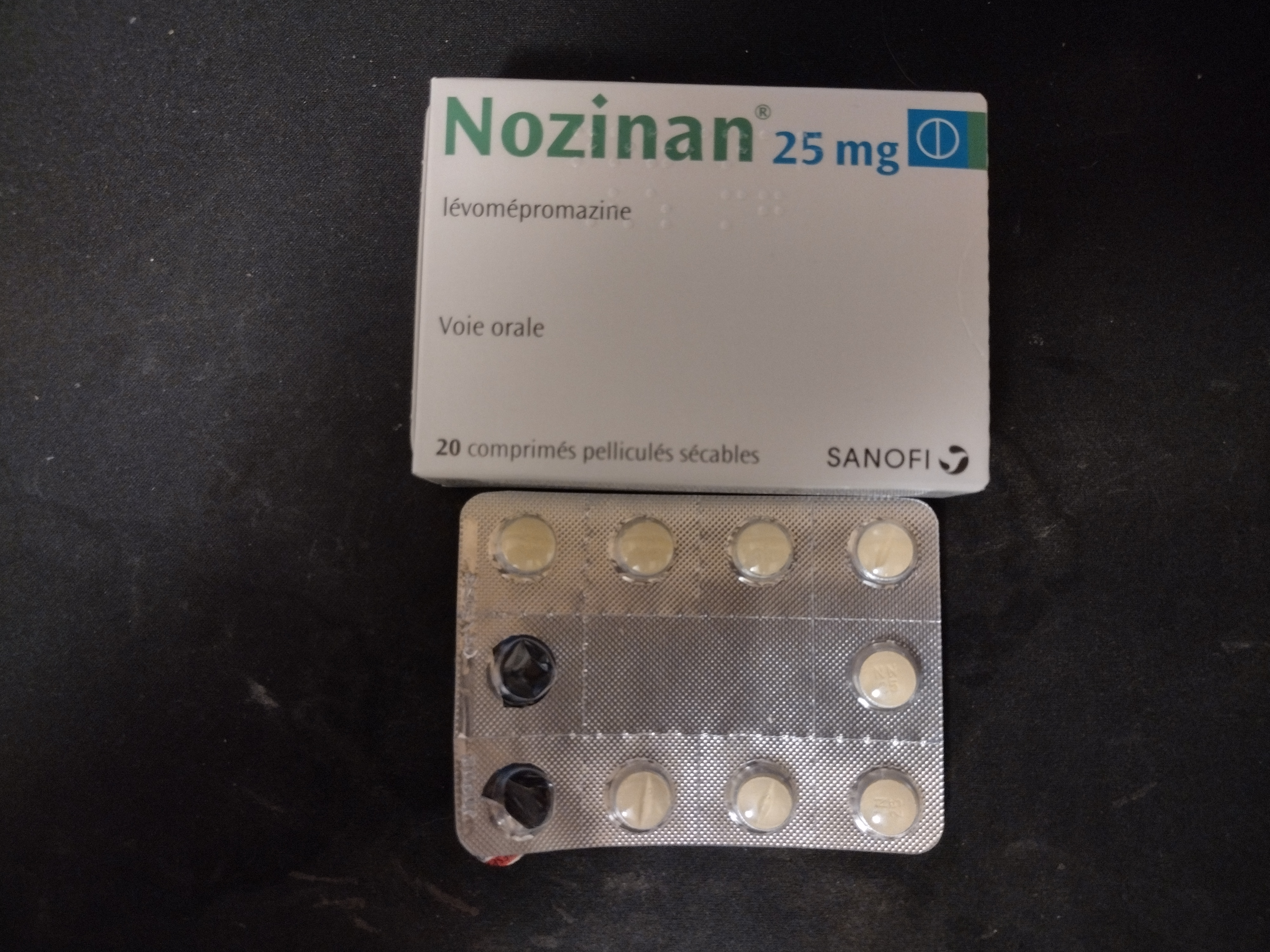
Boîte de Nozinan 25 mg (nouveaux comprimés couleur jaune) en France

## Effets indésirables possibles
Les effets indésirables possibles sont :
- Somnolence, surtout en début de traitement ;
- Indifférence, réaction anxieuse, variation de l'humeur ;
- Effets atropiniques : sécheresse de la bouche, constipation, troubles de l'accommodation, rétention d'urine ;
- Hypotension orthostatique ;
- Mouvements involontaires ou inadaptés, tics, pouvant survenir lors de la première prise (notamment en cas de surdosage) ou, plus tardivement, lors d'un traitement prolongé ;
- Raideur musculaire et difficultés à coordonner les mouvements ;
- Augmentation de la sécrétion de prolactine pouvant se traduire par : absence des règles, augmentation du volume des seins, écoulement de lait par le mamelon. Troubles sexuels ;
- Prise de poids, hyperglycémie ;
- Rarement : réaction allergique cutanée, photosensibilisation, troubles du rythme cardiaque (torsades de pointes), syndrome malin des neuroleptiques, agranulocytose (exceptionnelle).

## Syndrome malin des neuroleptiques
Le syndrome malin des neuroleptiques est une réaction très rare (0,02% et 3%) lors de l'administration d'un traitement par antipsychotiques.
Ses symptômes sont :
- Confusion, agitation ou coma
- Rigidité musculaire
- Température élevée, supérieure à 38 °C
- Fréquence cardiaque rapide
- Fréquence respiratoire rapide
- Tension artérielle (labile) élevée ou variable

Si un ou plusieurs de ces symptômes se déclarent pendant un traitement de ce type, il faut immédiatement arrêter la prise du traitement et prévenir un service d'urgence. Le SMN est considéré comme une urgence vitale s'il n'est pas pris en charge.